# 拉沙尔姆
拉沙尔姆（法語：La Charme，法語發音：[la ʃaʁm]）是法国汝拉省的一个市镇，属于隆斯勒索涅区。

## 地理
拉沙尔姆（46°50'39"N, 5°33'31"E）面积3.71 平方千米，位于法国勃艮第-弗朗什-孔泰大區汝拉省，该省份为法国东部内陆省份，北起上索恩省，西北接科多尔省，西临索恩-卢瓦尔省，南至安省，东与杜省和瑞士接壤。
与拉沙尔姆接壤的市镇（或旧市镇、城区）包括：贝尔萨延、舍姆诺、科洛讷、塞利耶尔、韦尔苏塞利耶尔、勒维莱。

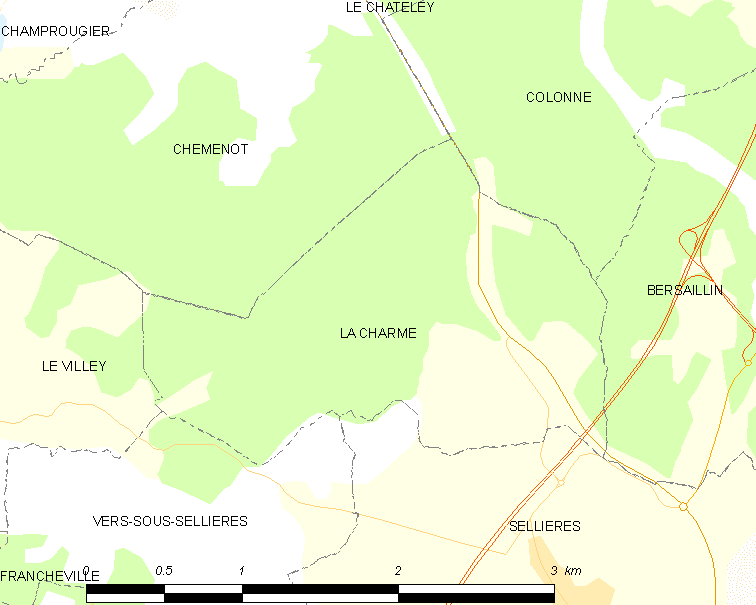
拉沙尔姆的OSM定位图

拉沙尔姆的时区为UTC+01:00、UTC+02:00（夏令时）。

## 行政
拉沙尔姆的邮政编码为39230，INSEE市镇编码为39110。

## 政治
拉沙尔姆所属的省级选区为布莱特朗县。

## 人口

1962-2008年间拉沙尔姆人口变化图示

拉沙尔姆于2022年1月1日时的人口数量为65人。